# Partit Samajwadi
El Samajwadi Party és un partit polític socialista a l'Índia. Va ser fundat el 4 d'octubre de 1992 per l'antic Janata Dal polític Mulayam Singh Yadav i té la seu a Nova Delhi. El partit Samajwadi està liderat actualment per l'antic ministre en cap d'Uttar Pradesh, Akhilesh Yadav.
Tot i que el partit es basa principalment a Uttar Pradesh, també té una presència important a molts altres estats indis. Ha estat el partit governant a l'estat d'Uttar Pradesh durant quatre mandats, tres vegades sota el ministre en cap Mulayam Singh Yadav, el quart i més recent és ministre en cap Akhilesh Yadav del govern de majoria absoluta a l'Assemblea Legislativa d'Uttar Pradesh del 2012-2017.
La coalició del partit i els seus socis d'aliança: Aliança Samajwadi SP+ és actualment el bloc més gran d'Uttar Pradesh en termes de diputats de Lok Saba. L'aliança té una de les bases de vot més grans de l'estat d'Uttar Pradesh pel que fa al patró de vot col·lectiu, amb més del 37% de quota de vot a les eleccions a l'assemblea de 2022 i un 44% a les eleccions generals índies de 2024 a Uttar Pradesh.